# Paweł Zakrzewski (kanonik płocki)
Paweł Zakrzewski herbu Dołęga (ur. 1752, zm. 11 kwietnia 1827) – duchowny katolicki, kanonik katedralny płocki.

## Życiorys
Pochodził z rodziny szlacheckiej osiadłej w województwach płockim i mazowieckim; był synem Stefana. Posługę duszpasterską rozpoczął jako proboszcz łysakowski. Przed 1797 rokiem został proboszczem karniewskim i kanonikiem pułtuskim. Następnie kanonik kapituły katedralnej płockiej. Nazwisko kanonika Pawła Zakrzewskiego zamieszczone zostało na wielkiej tablicy znajdującej się w katedrze płockiej między pomnikiem biskupa Konstantego Plejewskiego a ołtarzem św. Zygmunta. Są na niej wymienieni duchowni, którzy przyczynili się do restauracji kościoła katedralnego. Miało to miejsce za rządów biskupa płockiego Adama Prażmowskiego w 1817 roku. Jego rezydencja w Płocku była oznaczona nr. 65. W 1826 roku została ona przeznaczona na siedzibę biskupa sufragana Konstantego Plejewskiego. W tym samym roku Paweł Zakrzewski wymieniany był jako kanclerz płocki.